# بعثة كوك الأولى

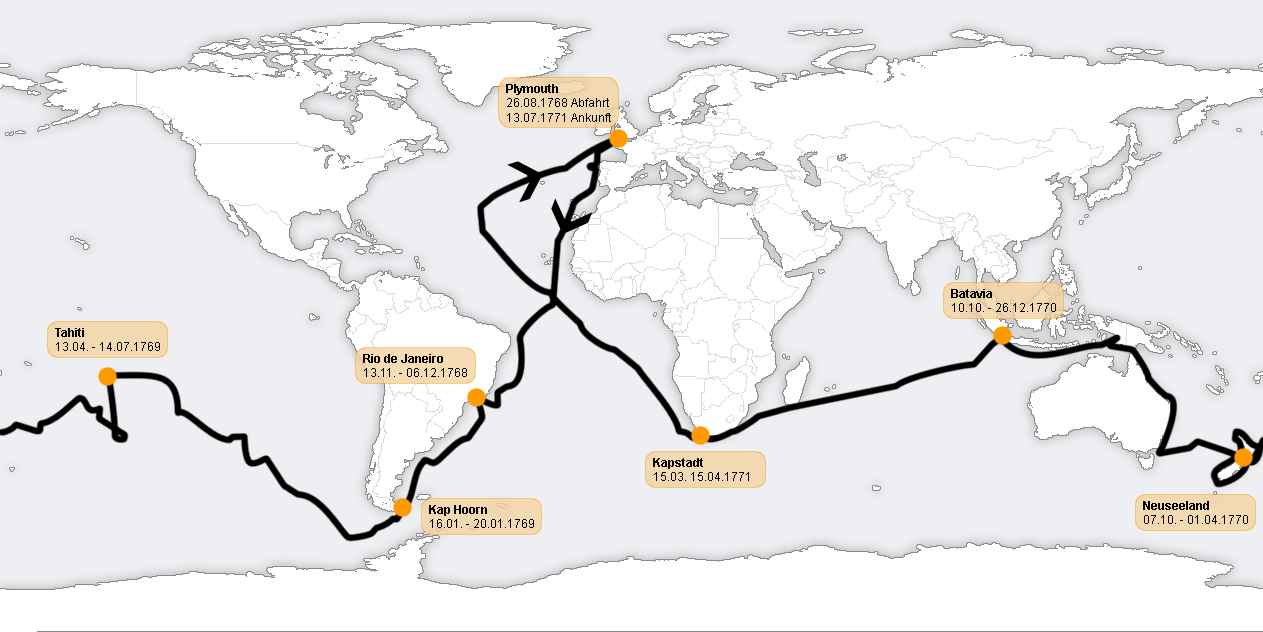
خارطة عامة (حديثة) لرحلة كوك الأولى

رحلة جيمس كوك الأولى هي بعثة ممولة من البحرية الملكية والجمعية الملكية نحو جنوب المحيط الهادي على متن سفينة إتش إم إس إنديفور، وامتدت منذ العام 1768 وحتى عام 1771. كانت أولى الرحلات الثلاث نحو المحيط الهادئ تحت قيادة كوك. وكان الهدف من الرحلة الأولى مراقبة مرور كوكب الزهرة بين الأرض والشمس (بين الثالث والرابع من شهر يونيو في ذاك العام)، والحصول على دليلٍ يؤكد وجود أرض أستراليس المجهولة، أو الأراضي الجنوبية المجهولة.
حصلت الرحلة على تفويض من الملك جورج الثالث، ونُصب الملازم جيمس كوك قائداً لتلك الرحلة، حينها كان ضابط بحرية مُبتدئًا لكنه امتلك مهارات جيدة في علم الخرائط والرياضيات. غادرت البعثة من مرفأ بليموث في شهر أغسطس من عام 1768، وعبرت المحيط الأطلسي، واستدارت عند كيب هورن حتى وصلت تاهيتي في الوقت المناسب لرؤية عبور الزهرة. أبحر كوك بعدها جنوباً عابراً مناطق مجهولة من المحيط، وتوقف في جزر هواهاين وبورا بورا وراياتيا في المحيط الهادئ، وضم تلك الجزر إلى ممتلكات بريطانيا، وحاول الرسو في روروتو لكن تلك المحاولة باءت بالفشل. في شهر سبتمبر من عام 1769، وصلت البعثة إلى نيوزيلندا، وكانت ثاني بعثة أوروبية تصل إلى هناك عقب استكشاف تلك المنطقة من طرف أبل تاسمان قبل 127 عاماً. قضى كوك وطاقمه الأشهر الستة التالية في تخطيط ساحل نيوزيلندا، ثم أكملوا رحلتهم غرباً عبر البحر المفتوح. في شهر أبريل من عام 1770، أصبح كوك وطاقمه أول الأوروبيين الذين يصلون إلى الشاطئ الشرقي لأستراليا، ورسوا في بوينت هيكس، ثم أكملوا طريقهم نحو خليج بوتاني.
استمرت البعثة شمالاً نحو ساحل أستراليا، وبالكاد تجنبت الحطام في منطقة الحيد المرجاني العظيم. في شهر أكتوبر من عام 1770، وصلت سفينة إنديفور المُتضررة بشدة إلى مرفأ باتافيا في الهند الشرقية الهولندية، وأقسم طاقم السفينة على إبقاء ما اكتشفوه سراً. استكملت السفينة وطاقمها الرحلة في السادس والعشرين من شهر ديسمبر، ودارت حول رأس الرجاء الصالح في الثالث عشر من شهر مارس عام 1771، ووصلت الميناء الإنجليزي ديل في الثاني عشر من شهر يوليو. استمرّت الرحلة بذلك نحو 3 أعوام.
ولاحقاً، بعد عامٍ من عودة كوك، جهّز الأخير نفسه لرحلة ثانية في المحيط الهادئ، واستمرت من عام 1772 حتى عام 1775. أما رحلته الثالثة والأخيرة فكانت منذ عام 1776 وحتى عام 1779.

## مبدأ الرحلة

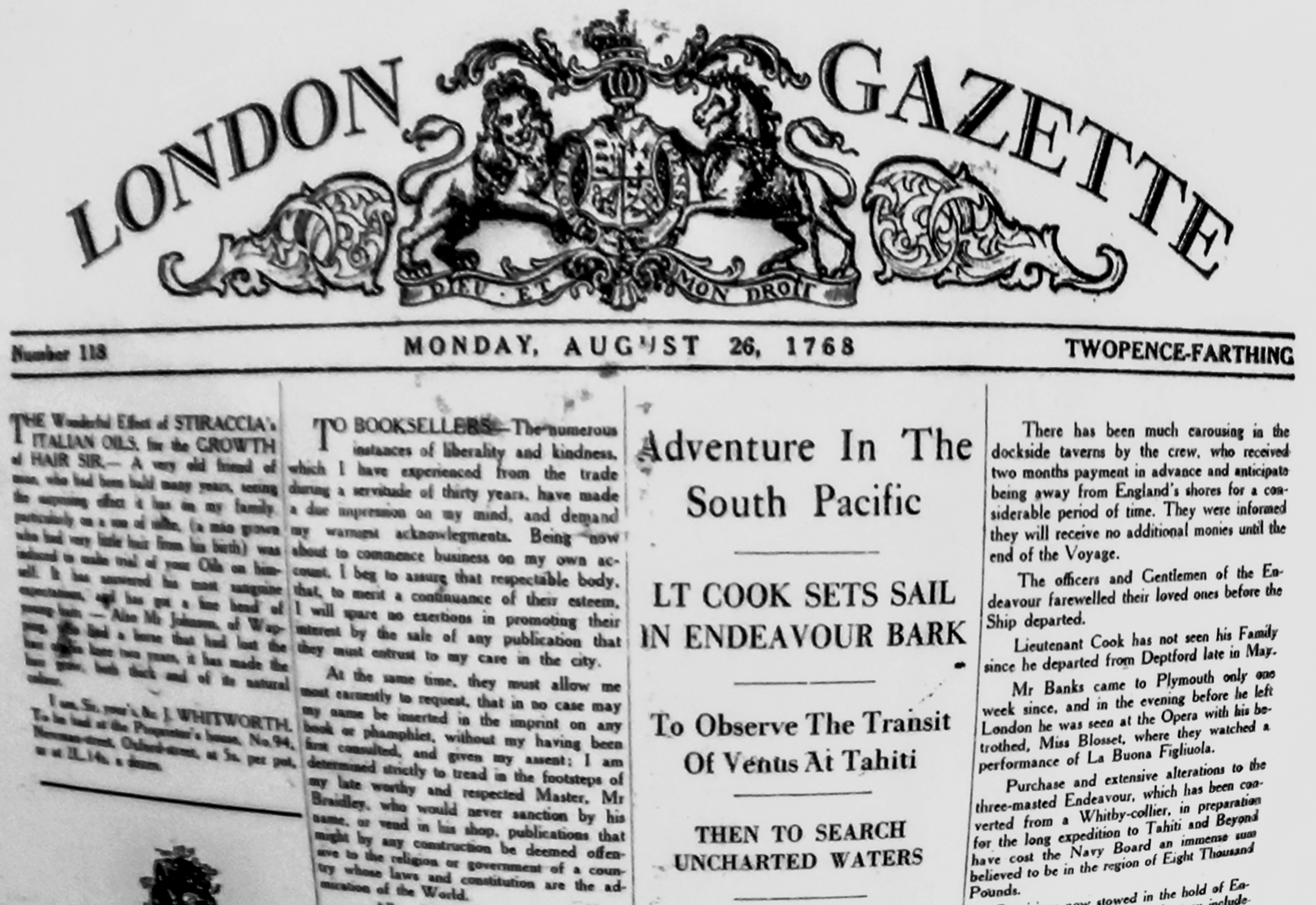
الإعلان الرسمي عن الرحلة في جريدة لندن غازت.

في السادس عشر من شهر فبراير عام 1768، رفعت الجمعية الملكية طلباً إلى الملك جورج الثالث كي يموّل بعثة علمية نحو المحيط الهادئ من أجل دراسة ومراقبة عبور كوكب الزهرة بين الشمس والأرض عام 1769، بهدف قياس المسافة بين الأرض والشمس. حصلت البعثة على القبول الملكي، واختارت الأميرالية البريطانية المزج بين الرحلة العلمية ومهمةٍ سرية للبحث عن دلائل في المحيط الهادئ تُثبت وجود القارة المزعومة «أرض أستراليس المجهولة» أو الأرض الجنوبية المجهولة. كشفت الصحف أهداف الرحلة وجاء فيها: «في صباح الغد، سيتجه السيد بانكس والدكتور سولانو مع السيد غرين، عالم الفلك، نحو ديل، ليبدؤوا رحلتهم من هناك على متن سفينة الإنديفور، وقبطانها كوك، المتجهة نحو البحار الجنوبية، وتحت إشراف الجمعية الملكية، لمراقبة عبور كوكب الزهرة في الصيف القادم، ولاستكشاف جنوب وغرب كيب هورن». بينما كانت صحيفة غازيتر اللندنية أكثر إيضاحاً، فجاء في تقريرها بتاريخ 18 أغسطس عام 1768: «سيبحر السادة خلال بضعة أيام نحو أرض جورج، وهي الجزيرة المُكتشفة حديثاً في المحيط الهادئ، وينوي السادة مراقبة عبور كوكب الزهرة. لكننا علمنا أنهم سيحاولون اكتشاف بعض المناطق في تلك البقعة المجهولة والواسعة، فوق خطّ عرض 40».
اقترحت الجمعية الملكية أن يتولى الجغرافي الإسكتلندي أليكسندر دالريمبل قيادة البعثة، وهو من حثّ على إرسال البعثة لإجراء تواصلٍ مع السكان الأصليين للقارة الجنوبية، والبالغ عددهم 50 مليون، والذين، على حد قوله، «لم يختبروا التجارة مع أوروبا البعيدة، مع الأخذ بعين الاعتبار أن فتات هذه الطاولة كافٍ لإبقاء هيمنة بريطانيا وسيادتها عليهم، وسيتم ذلك عن طريق توظيف جميع مصانعها وسفنها لهذا الغرض». ولكن، حتى يوافق دالريمبل على تسلّم القيادة، اشترط حصوله على ترقية لمنصب قبطانٍ في البحريية الملكية. على أي حال، رفض اللورد الأول في الأميرالية، إدوارد هوك، هذا الطلب، وادعى أنه يفضل قطع يده على تسليم قيادة البحرية إلى شخصٍ جاهلٍ بالملاحة. وعقب رفض تسليم القيادة إلى دالريمبل، تأثر هوك بالتمرد السابق على متن سفينة إش إم إس بارامور الشراعية عام 1689، فحينها، رفض ضباط البحرية تلقي الأوامر من قائد مدني يُدعى الدكتور إدموند هالي. حُلّت الأزمة عندما اقترحت الأميرالية اسم جيمس كوك، وهو ضابط بحرية يملك خلفية بعلوم الرياضيات ورسم الخرائط. وكان كوك مقبولاً لدى جميع الأطراف، فرُقي إلى منصب ملازم وأصبح قائد البعثة.

## التحضيرات والأفراد العاملين

### السفينة والمؤن
اختارت الأميرالية من أجل هذه الرحلة سفينة تجارية لنقل الفحم اسمها إيرل بيمبروك، وأُطلقت في شهر يونيو عام 1764 من ميناء ويتبي لنقل الفحم وصيد الحيتان في نورث يوركشاير. كانت السفينة كاملة التجهيزات وقوية البنيان ومزودة بسطح ومقدمة مسطحة ومؤخرة مربعة وهيكل شبيهٍ بالصندوق الطويل، بالإضافة إلى مخزن واسعٍ أسفلها. كان تصميمها ذو النهاية المسطحة ملائماً جداً للإبحار في المياه الضحلة، وسمح لها بالرسو على الشاطئ لتحميل وتفريغ البضاعة ولإجراء أعمال الصيانة البسيطة دون الحاجة إلى حوض جاف. بلغ طولها 32 متراً (106 أقدام)، وكان شعاعها (عرضها عند أوسع نقطة) 8.92 متراً (29 قدماً و3 إنشات).
اشترت الأميرالية سفينة إيرل بيمبروك في شهر مايو عام 1768 مقابل 2840 باونداً و10 شيلينغات و11 بنساً، وأبحرت نحو ديتفورد عبر نهر التيمز كي تتحضر للرحلة. سُدت الشقوق في الهيكل وغُلّف، وأُضيف ظهر داخلي للسفينة كي يوفر المزيد من الحجرات وغرف التخزين.

### التعليمات
قُسمت التعليمات التي منحتها الأميرالية للكابتن كوك إلى قسمين، كلاهما سري. تعلّق القسم الأول بالرحلة نحو تاهيتي، بينما كان القسم الثاني من التعليمات حول أجندة ما بعد العبور. فبعد الوصول إلى تاهيتي، فرضت التعليمات على كوك الإبحار مباشرة نحو الجنوب للبحث عن القارة السادسة التي افتُرض وجودها منذ زمنٍ طويل، ويُشار إليها بـ «القارة الجنوبية». ثم عليه الانعطاف غرباً كي يصل إلى نيوزيلندا، ومن ثم بإمكانه اختيار طريق عودته كيفما يشاء. لم تذكر تعليمات الأميرالية القارة الخامسة التي لم توضع لها خرائط كاملة، والتي عُرفت وقتها بـ هولندا الجديدة (كانت أستراليا، أو هولندا الجديدة تاريخياً، معروفة في القرن الثامن عشر).

## طاقم السفينة
في الثلاثين من شهر يوليو عام 1768، منحت الأميرالية ترخيصاً لطاقم السفينة، المكون من 73 بحاراً و12 جندياً بحرياً. بينما كان قائد البعثة الملازم جيمس كوك البالغ حينها 40 عاماً. كان زاكاري هيكس الملازم الثاني على متن السفينة، وكان شاباً يبلغ من العمر 29 عاماً من ضاحية ستيبني، وامتلك خبرة بصفته قائداً بالنيابة على متن سفينة إش إم إس هورنيت المزودة بـ 16 مدفعاً. أما الملازم الثالث فكان جون غور، وهو جندي في البحرية خدم على متن سفينة إتش إم إس دولفِن أثناء دورانها العالم عام 1766.

### القبطان
جيمس كوك، القبطان الملازم أول للسفينة.

### الملازمين
- الملازم الأول، زاكاري هيكس، توفي في البحر سنة 1771.
- الملازم الثاني، جون غور، رقي لمرتبة ملازم أول سنة 1771.

### الضباط البحريون
- تشارلز كليرك، رقي لملازم ثاني سنة 1771.
- ويليام هارفي
- جايمس ماغرا.
- باتريك سوندرز، هجر إلى باتافيا سنة 1770.
- جون بوتي، توفي في البحر سنة 1771.
- جوناثان مانكهاوس، توفي في البحر سنة 1771.

### السيد الأول
- مولينو، توفي في كيب تاون سنة 1771.

### السيد الثاني
- جون ريدينج، توفي بسبب الخمر سنة 1769.
- ريتشارد بيكرسجل.

### قادة الجنود
- جون إدجوكامب، رقيب.
- ماي أورتن.

### علماء النبات
- مقادة من قبل جوزيف بانكس.
- موجهة من دانيال سولندر.
- السكرتير هيرمان سبورينغ، توفي في باتافيا سنة 1770.

### المصممين
- ألكسندر بوشان، توفي في تاهيتي سنة 1769.
- سيدني باركنسون، توفي في البحر سنة 1771.

### علماء الفلك
- شارل غرين، توفي في البحر سنة 1771.

### الأطباء الجراحين
- مانكهاوس، توفي في باتافيا سنة 1770.
- مساعد: ويليام بيري.

### الركاب
- توبيا، إنضم إلى السفينة من تاهيتي سنة 1769، وتوفي في باتافيا سنة 1770.
- تاياتا، إنضم إلى السفينة من تاهيتي سنة 1769، وتوفي في باتافيا سنة 1770.

## التسلسل الزمني
- 26 أغسطس 1768، إنديفور تغادر بليموث باتجاه فنستير.
- من 13 نوفمبر إلى 6 ديسمبر 1768، الباخرة تقوم بتوقفها الأول في ريو دي جانيرو (عاصمة البرازيل) ثم تنزل إلى الأسفل بإتجاه أرض النار.
- من 16 يناير إلى 20 يناير 1769، البعثة تعبر كايب هورن في ظروف ممتازة.
- من 13 أبريل إلى 14 يوليو 1769، البعثة تقوم بتوقف في تاهيتي لرؤية عبور كوكب الزهرة في 4 يونيو. في هذا الحين استقبل الطاقم من قبل التاهيتيين إستقبالا جيدا وتتقدمهم الملكة أوبيريا. و لكن عند توقف السفينة، قام البعض من السكان الأصليين بسرقة المركبة وكان من بين المحتويات محدد الإتجاهات ذو ال45 درجة، ثم بالتعاون مع أحد السكان تم إسترجاع كل المفقودات، وفي النهاية تمكن الطاقم من رؤية عبور الزهرة.
- من 7 أكتوبر 1769 إلى 1 أبريل 1770، أبحر كوك إلى نيوزيلندا لرسمها على الخريطة، وقام حينئذ بدرة حولها، قبل أن يمر من مضيق الملكة شارلوت.
- من 19 أبريل إلى 14 يوليو 1770، رسم كوك خارطة هولندا الجديدة (أستراليا)، ثم نزلوا في 28 أبريل في خليج بوتاني (سيدني)، و أقلعوا ثانية في 5 مايو. و نزلوا إلى الجنوب ومروا من مضيق بانكس (سماه كوك على اسم صديقه تكريما له) ثم صعدوا إلى الشمال حتى وصولوا إلى نقطة هيكس (سماها كوك أيضا على اسم الملازم الأول الراحل الذي كان معه في البعثة تكريما له).
- من 10 أكتوبر إلى 26 ديسمبر 1770، وامت البعثة بالوقوف في باتافيا في جزيرة جاوة لإصلاح السفينة، حيث لقى الكثير من الرجال حتفهم بسبب مرضي الزحار والملاريا.
- من 15 مارس إلى 15 أبريل 1771، البعثة تمر من كيب تاون.
- 13 يوليو 1771، بعد سنتين وأحد عشر شهرا، تدخل الرحلة وتحت في بليموث بقيادة جيمس كوك.